# Rupat
Rupat (indonesisch Pulau Rupat) ist eine indonesische Insel vor der Nordostküste Sumatras in der Straße von Malakka gelegen.

## Geografie
Mit einer Fläche von 1490 km² stellt sie nach Rantau die zweitgrößte einer ganzen Reihe von in dieser Region liegenden Inseln dar; die nächste dieser Inseln ist im Südosten Bengkalis.
Rupat ist eine angenähert kreisrunde und flache Insel mit einem Umfang von 154 km sowie einem Durchmesser von etwa 50 km. Von der Insel Sumatra im Süden ist Rupat durch einen nur rund zwei Kilometer breiten Meeresarm, die Rupat-Straße (Selat Rupat), getrennt.

## Verwaltung
Administrativ gehört die Insel zum Regierungsbezirk (Kabupaten) Bengkalis der Provinz Riau und besteht aus den zwei Unterdistrikten (Kecamatan) Rupat im Süden und Rupat Utara im Norden. Rupat wird von etwa 30.000 Menschen bewohnt; die beiden bedeutendsten Siedlungen der Insel sind die jeweiligen Hauptorte der Unterdistrikte, Batu Panjang im Süden, sowie Tanjung Medang an der Nordküste.